# Piombino Dese
Piombino Dese é uma comuna italiana da região do Vêneto, província de Pádua, com cerca de 8.603 habitantes. Estende-se por uma área de 29 km², tendo uma densidade populacional de 297 hab/km². Faz fronteira com Camposampiero, Istrana (TV), Loreggia, Morgano (TV), Resana (TV), Trebaseleghe, Vedelago (TV), Zero Branco (TV).

## Demografia
| Variação demográfica do município entre 1861 e 2011                               |
|                                                                                   |
| Fonte: Istituto Nazionale di Statistica (ISTAT) - Elaboração gráfica da Wikipedia |